# Sokaság (matematika)

Klein-féle palack, amely egy kétdimenziós sokaság

A matematikában a sokaság egy olyan topologikus tér, amely lokálisan minden pontja körül egy euklidészi térre hasonlít. Pontosabban megfogalmazva, egy {\displaystyle n}-dimenziós sokaság egy olyan topologikus tér, melyben minden pontnak van olyan környezete, amely homeomorf az {\displaystyle n}-dimenziós euklidészi tér egy nyílt részhalmazához.
Egydimenziós sokaság például az egyenes, a kör, viszont nem tartozik a sokaságok közé a lemniszkáta. A kétdimenziós sokaságokat általánosan felületeknek nevezünk, ismertebb példái a sík, a gömb, a tórusz vagy a Klein-féle palack.
A sokaság fogalma jelentős fontossággal bír a geometria számos területein és a matematikai fizikában, mert lehetővé teszi bonyolult alakzatok egyszerűbb leírását ismert terek topológiai tulajdonságai által. A sokaságok megjelenhetnek egyenletrendszerek megoldáshalmazaiként vagy függvények grafikonjaiként egyaránt.
A sokaságokat el lehet látni további struktúrával, hogy konkrétabb példákban legyenek alkalmazhatóak: a differenciálható sokaság, mely egy halmaz ellátva egy differenciálható struktúrával, a differenciálgeometria egyik legfontosabb fogalma. Egy Riemann-metrikával ellátott sima sokaságon meghatározhatóak szögek és hosszak egy nem feltétlenül lapos (euklidészi) téren. Szimplektikus sokaságokkal modellezhetőek a Hamilton-féle klasszikus mechanika fázisterei, továbbá Lorentz-sokaságokkal leírható a téridő az általános relativitáselméletben.

## Története
A sokaságok fogalmának kialakulása a matematika számos fontos területét igénybe vette, ugyanis olyan fogalmak általánosításaként szolgál, mint a görbe vagy a felület, de a lineáris algebra és topológia számos ötletét is továbbvitte.
A nemeuklideszi geometria olyan terekkel foglalkozik, ahol Eukleidész párhuzamossági axiómája nem teljesül. Gauss, Bolyai és Lobacsevszkij a 19. században olyan tereket tanulmányoztak, melyek geometriai tulajdonságai eltérnek az euklideszi tér jellemzőitől: az általuk kutatott hiperbolikus és elliptikus geometria napjainkban már megfeleltethetőek olyan Riemann-sokaságoknak, melyeknek görbülete állandó, az elliptikus esetben pozitív, a hiperbolikus esetben negatív.

Egy tórikus poliéder, melynek 24 csúcsa, 72 éle és 48 lapja van, így az Euler-karakterisztikája 0

Gauss theorema egregiumjában bizonyította, hogy egy felszín Gauss-görbülete intrinzikus, tehát nem függ a felület külső térbeli alakjától. Topológiában a sokaságok vizsgálatának fontos része hasonló intrinzikus (vagy invariáns) mennyiségeknek keresése. Pontosabb megfogalmazásban, egy topologikus invariáns olyan tulajdonsága egy adott topologikus térnek, amit nem változtat meg homeomorfia. A topologikus invariánsok kiszámításának egyik történelmi példája az Euler-féle poliédertétel, mely kimondja, hogy egy konvex poliéderre mindig teljesül
{\displaystyle C+L-E=2},
ahol {\displaystyle C} a poliéder csúcsainak, {\displaystyle L} a lapjainak és {\displaystyle E} az éleinek számát jelöli. Az egyenlet bal oldala az úgynevezett Euler-karakterisztika. Amennyiben a poliéder csúcsait és éleit egy gömbfelületre képezzük le, az egyenlet ugyanúgy teljesül, ugyanis egy konvex poliéder felszíne homeomorf a gömbfelszínnel. Ezáltal az Euler-karakterisztika a gömb egy topologikus invariánsa. Hasonló konstrukciókkal bizonyítható, hogy a tórusz (és a tórikus poliéderek) Euler-karakterisztikája 0. Más felszínek Euler-karakterisztikája is fontos topologikus invariáns, amely általánosítható magasabb dimenziókba a Betti-számok segítségével. Egy felszín Euler-karakterisztikája és Gauss-görbülete közötti összefüggést a Gauss–Bonnet-tétel mondja ki.
Habár a sokaság kifejezés a Riemann által használt Mannigfaltigkeit szóból ered, a 18-19. században számos matematikai és fizikai eredmény volt köszönhető olyan konstrukcióknak, melyekre napjainkban már sokaságként utalunk: az elliptikus integrálok inverzeinek vizsgálatához mai terminológiával komplex sokaságokra volt szükség, a klasszikus mechanikában a generalizált koordináták által meghatározott fázistér is leírható egy sokasággal, mely akkor tér el az Euklideszi tértől, amikor a részecskék mozgása nem szabad.
A Riemann-féle leírás szerint egy sokaság minden olyan értéknek a halmaza, melyet egy változó felvehet valamilyen kényszerfeltételek teljesülése mellett. A differenciálható sokaság (franciául variété) definíciónak elődjét Henri Poincaré adta meg az Analysis Situs című munkájában 1895-ben. A Poincaré-féle definíció szerint a sokaság olyan Euklideszi tereken értelmezett folytonosan differenciálható függvények szinthalmaza, melyek Jacobi-mátrixa invertálható. Ezen definíció szerint bármely folytonosan differenciálható függvény grafikonja egy sokaság. Továbbá, az implicitfüggvény-tétel szerint egy Euklideszi tér bármely részsokasága lokálisan leírható egy függvénygrafikonnal. Poincaré ebben a munkájában az atlasz definíciójának elődjét is megalkotta, amit akkoriban sokaságláncnak (une chaîne des variétés) nevezett el.
Az 1911-12-es előadássorozatában Hermann Weyl fogalmazta meg a differenciálható sokaságok olyan definícióját, mely végül a topologikus terek fogalmához vezetett. Az 1930-as években többek között Hassler Whitney egységesítette a differenciálgeometria és a Lie-csoportok elméletének eredményeit, amely így a sokaságok témájának alapjait matematikailag precíz módon fektette le. Továbbá, Whitney beágyazási tétele kimondja, hogy a térképek által motivált sokaság-definíció megegyezik Poincaré leírásával.
A kétdimenziós sokaságokat (azaz felületeket) Poul Heegaard és Max Dehn osztályozta a 20. század elején. A háromdimenziós sokaságok egyik legismertebb tétele a Poincaré-sejtés, melyet majdnem egy évszázaddal a sejtés publikálása után bizonyított Perelman 2002-ben. A Poincaré-sejtést általánosítja a William Thurston által 1982-ben megjelenített geometrizációs sejtés, melyet 2006-ban bizonyított szintén Perelman. A négydimenziós sokaságok vizsgálatának főbb motivációja a Yang-Mills elmélet az elméleti fizikában. Andrej Markov bizonyította, hogy nem létezik olyan algoritmus, mely meg tud bármely zárt, kompakt, sima négydimenziós sokaságot különböztetni egymástól.

## Definíciók

### Topologikus sokaságok
Geometriában és topológiában minden sokaság egy topologikus sokaság, amely a következőképp van definiálva:
Egy adott {\displaystyle (X,{\mathcal {T}})} topologikus tér egy {\displaystyle n}-dimenziós sokaság, ha Hausdorff (T2), megszámlálható bázisa van (M2), és minden {\displaystyle x\in X}-nek létezik olyan környezete, ami homeomorf {\displaystyle \mathbb {R} ^{n}}-nel. Homeomorfiának nevezünk egy olyan leképezést két topologikus tér között, amely bijekció, folytonos és az inverze is folytonos. Habár léteznek nem-Hausdorff sokaságok is, ezek inkább tekinthetőek a sokaság-fogalom általánosításaként, így a leggyakrabban egy sokaság Hausdorff-nak és megszámlálható bázisúnak van definiálva.

### Peremes sokaságok
Habár a sokaságokat nyílt halmazok segítségével definiáljuk, ez nem zárja ki a lehetőségét annak, hogy egy sokaságnak pereme legyen. Például, a körlap (vagy korong) egy kétdimenziós sokaság, melynek pereme a kör, mely egy egydimenziós sokaság. Precízebb megfogalmazásban egy peremes sokaság egy olyan {\displaystyle (X,{\mathcal {T}})} topologikus tér, mely T2, M2, és bármely {\displaystyle x\in X} pontnak létezik egy olyan környezete, ami homeomorf a {\displaystyle \{x\in \mathbb {R} ^{n}|x_{n}\geq 0\}} halmazhoz. Az így definiált sokaság pereme (általános jelölés szerint {\displaystyle \partial X}) azon pontok halmaza, melynek nem létezik {\displaystyle \mathbb {R} ^{n}}-nel homeomorf környezete. Továbbá, egy {\displaystyle n}-dimenziós peremes sokaság pereme egy {\displaystyle (n-1)}-dimenziós (nemperemes) sokaság.

### Differenciálható sokaságok
Ahhoz, hogy egy adott sokaságon differenciál- és integrálszámítást végezzünk, nem elegendő a topologikus sokaság definíciója, további struktúrára van szükség. Amennyiben {\displaystyle X} egy {\displaystyle n}-dimenziós topologikus sokaság, {\displaystyle U} olyan nyílt részhalmaza {\displaystyle X}-nek, mely homeomorf {\displaystyle \mathbb {R} ^{n}}-nel és {\displaystyle a\in U}, akkor egy {\displaystyle \eta :U\to \mathbb {R} ^{n}} homeomorfizmust egy {\displaystyle a} körüli térképnek nevezünk. Olyan térképek halmazát, melyek értelmezési tartománya lefedi {\displaystyle X}-et, {\displaystyle X} egy atlaszának nevezzük.
Amennyiben {\displaystyle U} és {\displaystyle V} nem diszjunkt nyílt részhalmazai {\displaystyle X}-nek és {\displaystyle \eta :U\to \mathbb {R} ^{n}}, {\displaystyle \theta :V\to \mathbb {R} ^{n}} térképek, akkor a következő kompozíció segítségével definiálható egy homeomorfia {\displaystyle \mathbb {R} ^{n}} két részhalmaza között:
{\displaystyle \theta \circ \eta ^{-1}:\eta (U\cap V)\to \theta (U\cap V),}
melyre ezáltal alkalmazhatóak a többváltozós differenciálszámítás szabályai. Ha egy ilyen függvény és az inverze is {\displaystyle r}-szer differenciálható, akkor {\displaystyle {\mathcal {C}}^{r}}-diffeomorfizmusnak nevezzük. Ha egy atlaszban minden térképpárból alkotható egy ilyen {\displaystyle {\mathcal {C}}^{\infty }}-diffeomorfizmus (tehát tetszőlegesen sokszor differenciálható) {\displaystyle \mathbb {R} ^{n}} két részhalmaza között, akkor az atlasz kiterjeszthető egy sima struktúrává. Egy sima struktúrával ellátott topologikus sokaságot sima sokaságnak hívunk. Amennyiben ezek a diffeomorfizmusok csak {\displaystyle r}-szer deriválhatóak, akkor a sokaságot {\displaystyle {\mathcal {C}}^{r}}-differenciálható sokaságnak nevezzük. Differenciálható sokaságokon definiálhatóak tangens terek vagy érintőterek, melyek vektorterek és segítségükkel általánosítható olyan leképezések deriválása, melyeknek értelmezési tartománya és értékkészlete is egy sokaság részhalmaza. Az érintőterek mindig a sokaság egy pontjához tartoznak, ezek gyűjteményét (diszjunkt unióját) tangens nyalábnak vagy érintőnyalábnak hívjuk, melyek segítségével vektormezők és magasabb rendű tenzormezők is definiálhatóak sokaságokon. Differenciálformák (melyek leképezések sokaságon definiált tenzormezők és skalármezők között) által pedig az integrálszámítás is kiterjeszthető a sima sokaságokra.
A térkép és az atlasz definiálásának nem előfeltétele, hogy a sokaság differenciálható vagy sima legyen. Sőt, térképek segítségével rendkívül hatékony sokaságokat konstruálni.

### Egyéb sokaságok
- A komplex sokaság olyan sokaság, melynek térképeinek értékkészlete {\displaystyle \mathbb {R} ^{n}} helyett {\displaystyle \mathbb {C} ^{n}}, és a térképek által definiált homeomorfiák {\displaystyle \mathbb {C} ^{n}} adott részhalmazain holomorfak. A komplex sokaság a komplex geometriának egyik legfontosabb fogalma.
- A szimplektikus sokaság olyan sokaság, mely el van látva egy 2-formával, mely a Poisson-zárójelet definiálja.
- A Riemann-sokaság egy olyan sima sokaság, melynek bármely pontbeli tangenstere egy skalárszorzatos vektortér, ami így lehetővé teszi hosszok és szögek kiszámítását egy sima sokaságon.
- A Lie-csoport olyan differenciálható sokaság, mely csoportstruktúrával is el van látva, ahol a csoportművelet tetszőlegesen sokszor differenciálható.

## Sokaságok konstrukciója

### Konstrukció térképek segítségével

#### Kör

A körnek és a négy térképének illusztrációja

A sokaság definíciója olyan példákból motiválódott, ahol térképek segítségével próbáltak meg bizonyos felszíneket vagy térfogatokat jellemezni. Ennek legegyszerűbb példája a kör, amelyről négy térkép segítségével könnyen látható, hogy egy topologikus sokaság. Mivel a topológia adott alakzatok folytonos (szakítás és ragasztás nélküli) deformációját az alakzattal egyenértékűnek (homeomorfnak) tekinti, így a kör egy adott ívhossza megfeleltethető egy egyenes kis részének, mivel az egyenes egy adott intervallumának meghajlítása egy folytonos deformáció. Az egységkör egyenlete {\displaystyle x^{2}+y^{2}=1}. A kör felső (az ábrán sárga) ívének {\displaystyle y}-koordinátája pozitív és minden pontját egyedien meghatározza az {\displaystyle x}-koordinátája. Ebből következik, hogy a 
{\displaystyle \chi _{\text{sárga}}(x,y)=x}
egy folytonos és invertálható leképezés a sárga ív és a valós {\displaystyle (-1;1)} intervallum között, így egy térkép. Hasonlóképp lehet a kör többi térképeit meghatározni:
{\displaystyle \chi _{\text{piros}}(x,y)=x}
{\displaystyle \chi _{\text{kék}}(x,y)=y}
{\displaystyle \chi _{\text{zöld}}(x,y)=y}.
Mivel az előbb megadott négy térkép értelmezési tartománya lefedi az egész körívet, így egy atlaszt alkotnak.
Az ábrán látható, hogy például a sárga és a zöld ívek metszete nem üres, hanem a kör azon pontjait tartalmazhatja, melyek {\displaystyle x} és {\displaystyle y}-koordinátája is pozitív. Ennek következtében a {\displaystyle \chi _{\text{sárga}}} és {\displaystyle \chi _{\text{zöld}}} térképek a metszet bármely pontját a {\displaystyle (0;1)} nyílt intervallum egy pontjába képezi le. A következő {\displaystyle T} valós függvény
{\displaystyle T:(0;1)\to (0;1),\quad T=\chi _{\text{zöld}}\circ \chi _{\text{sárga}}^{-1}}
a {\displaystyle \chi _{\text{sárga}}} értékkészletéből a metszet (és ezáltal a körív) egy pontjába képez le az invertált térkép segítségével, majd a zöld térképpel vissza az intervallumba. A {\displaystyle T} konstrukció szerint egy homeomorfia, melynek értelmezési tartománya és értékkészlete is {\displaystyle \mathbb {R} } nyílt részhalmaza. Ebből következik, hogy a kör egy egydimenziós sokaság. Egy tetszőleges {\displaystyle a\in (0;1)} ponton kiértékelve:
{\displaystyle {\begin{aligned}T(a)&=\chi _{\text{zöld}}\left(\chi _{\text{sárga}}^{-1}(a)\right)\\&=\chi _{\text{zöld}}\left(a,{\sqrt {1-a^{2}}}\right)\\&={\sqrt {1-a^{2}}}.\end{aligned}}}
Fontos megjegyezni, hogy nem ez a kör egyetlen lehetséges atlasza, viszont egy kör jellemzéséhez legalább két térképre van szükség: a körív egészéhez lehetséges egy egyenes szakaszt hozzárendelni, viszont akkor a szakasz kezdő- és végpontja ugyanahhoz a ponthoz van hozzárendelve, így nem invertálható, tehát nem térkép. Egy lehetséges példa egy két térképes atlaszhoz a következő:
{\displaystyle \chi _{1}(x,y)={\frac {y}{1+x}}}
{\displaystyle \chi _{2}(x,y)={\frac {y}{1-x}}.}
A térképek egyike sem elegendő, hogy egymaga lefedje a körvonal egészét, hiszen {\displaystyle \chi _{1}} értelmezési tartományából a {\displaystyle (-1,0)}, míg {\displaystyle \chi _{2}} értelmezési tartományából a {\displaystyle (1,0)} pont hiányzik.

#### Gömb
A kör példája a következőképp általánosítható a gömbfelület jellemzéséhez: a gömb az {\displaystyle \mathbb {R} ^{3}} olyan részhalmaza, amely a következő egyenlőséget teljesíti:
{\displaystyle x^{2}+y^{2}+z^{2}=1.}
A {\displaystyle z=0} sík két részre osztja a gömböt: felső ({\displaystyle z>0}) és alsó ({\displaystyle z<0}) félgömbre. A felső félgömb összes pontja egyedileg meghatározható az {\displaystyle x} és {\displaystyle y} koordinátáik megadásával, így a 
{\displaystyle \chi _{z>0}(x,y,z)=(x,y)}
egy lehetséges térkép. A térkép értékkészlete {\displaystyle \mathbb {R} ^{2}} egy részhalmaza, így a gömb egy kétdimenziós sokaság.
Hasonlóképp határozható meg az alsó félgömb térképe is, viszont ez a két térkép nem fedi le a gömbfelület egészét, ugyanis a gömb és a {\displaystyle z=0} sík metszete hiányzik. A legegyszerűbb megoldás további négy térkép megadása a bal, jobb, elülső és hátulsó félgömb meghatározására, így a gömbfelület összes pontja legalább egy térkép értelmezési tartományában szerepel. Habár létezik a gömbnek olyan atlasza, mely mindösszesen két térképet tartalmaz, ez a konstrukció szemlélteti, hogy magasabb dimenziójú gömbfelületekre ({\displaystyle \mathbb {S} ^{n}}) is létrehozható egy atlasz.

### Konstrukció más sokaságokból

és összefüggő összegének illusztrálása

Már ismert sokaságok segítségével további sokaságok hozhatóak létre:
- Amennyiben {\displaystyle M} egy {\displaystyle m}-dimenziós sokaság, {\displaystyle N} pedig egy {\displaystyle n}-dimenziós sokaság, a Descartes-szorzatuk {\displaystyle M\times N} egy {\displaystyle (m+n)}-dimenziós sokaság, amennyiben a szorzat-topológiával el van látva.[7] Ilyen formában létrehozható például két kör Descartes-szorzatából egy tórusz, vagy egy kör és egy valós intervallum szorzatából egy henger.
- Egy topologikus sokaság bármely részhalmaza egy topologikus sokaság, ha el van látva az altér-topológiával.[7]
- {\displaystyle n}-dimenziós sokaságok bármely megszámlálható halmazcsaládjának diszjunkt uniója {\displaystyle n}-dimenziós sokaság.[8]
- Két {\displaystyle n}-dimenziós sokaság összefüggő összege {\displaystyle n}-dimenziós sokaság. Az összefüggő összeg létrehozható úgy, hogy mindkét {\displaystyle n}-dimenziós sokaságból eltávolítunk egy-egy {\displaystyle n}-dimenziós golyót, az így létrejövő két határgömböt pedig "összeragasztjuk".[8]

## Tulajdonságok

### Topológiai tulajdonságok
Definíció szerint minden sokaság lokálisan Euklideszi, viszont a definíció nem mindig tartalmazza a feltételeket, hogy egy sokaság Hausdorff-tér vagy megszámlálható bázisú. Pusztán a lokálisan Euklideszi definíció is több topológiai tulajdonságra enged következtetni: minden sokaság teljesíti az első szétválaszthatósági axiómát (T1), teljesíti az első megszámlálhatósági axiómát (M1), lokálisan útösszefüggő (tehát lokálisan összefüggő), útösszefüggő és lokálisan összehúzható.
Amennyiben egy sokaságot lokálisan Euklideszi Hausdorff-térként definiálunk, akkor bármely sokaság lokálisan kompakt és lokálisan metrizálható. Egy sokaság számára a második megszámlálhatósági axióma, a σ-kompaktság és hogy a sokaság Lindelöf-tér ekvivalens állítások. Minden M2 sokaság parakompakt és metrizálható. A parakompaktságból viszont csak akkor következik a második megszámlálhatósági axióma, ha a sokaságnak megszámlálhatóan sok összefüggő komponense van. Egy sokaságnak nem muszáj összefüggőnek lennie, viszont minden Hausdorff és M2 sokaság összefüggő sokaságok diszjunkt uniója.

### Irányíthatóság
Amennyiben a sokaság legalább kétdimenziós, releváns kérdés lehet a sokaság irányíthatósága vagy orientálhatósága. Egy kétdimenziós sokaság irányíthatósága azt mondja ki, hogy a sokaságon egy tetszőleges hurkon végigmenve definiálható-e egyértelműen egy óramutató járása szerinti vagy azzal ellentétes irány. Példaképp, a Möbius-szalag nem irányítható, hiszen ha egy  kinézetű körlapot végigkísérünk rajta, a kezdőpontba visszaérve a tükörképét () kapjuk vissza. Az irányíthatóságot általában differenciálható sokaságokon definiálják, ahol szükséges és elegendő feltétel, hogy bármely térképpár által alkotott {\displaystyle \theta \circ \eta ^{-1}} diffeomorfizmus Jacobi-mátrixának determinánsa pozitív. Egy {\displaystyle n}-dimenziós orientálható sima sokaságon rendkívül leegyszerűsödik az integrálszámítás, ugyanis egy meghatározott orientáció lehetővé teszi, hogy a sokaságon definiált n-formák integrálja egyértelművé váljon.
Egy általános (nem-differenciálható) topologikus sokaságon is lehetséges az irányíthatóságot definiálni, mégpedig lokális homológia-csoportok segítségével: adott egy {\displaystyle n}-dimenziós sokaság {\displaystyle M} és egy pont {\displaystyle m\in M}. Az {\displaystyle m} pontban értelmezett lokális orientációja {\displaystyle M} sokaságnak a {\displaystyle H_{n}(M,M-\{m\};\mathbb {Z} )} végtelen ciklikus csoportnak egy szabadon választott {\displaystyle \mu _{m}} generátora. Orientációnak hívunk egy olyan leképezést, mely a sokaság bármely pontjához hozzárendel egy orientációt, tehát egy {\displaystyle m\mapsto \mu _{m}} leképezést, mely a következő feltételt teljesíti: bármely {\displaystyle m\in M}-nek van egy olyan {\displaystyle U\subset M} környezete, mely tartalmaz egy {\displaystyle B} nyílt golyót {\displaystyle m} körül, melyben bármely {\displaystyle \mu _{x}} lokális orientáció (ahol {\displaystyle x\in B}) egy {\displaystyle \mu _{B}} generátor képe a {\displaystyle H_{n}(M,M-B;\mathbb {Z} )\to H_{n}(M,M-\{x\};\mathbb {Z} )} természetes leképezés alatt. Amennyiben egy sokaság rendelkezik egy ilyen orientációval, akkor orientálhatónak vagy irányíthatónak hívjuk. Másképp kifejezve, egy {\displaystyle n}-dimenziós sokaság {\displaystyle M} akkor és csak akkor orientálható, ha a {\displaystyle H_{n}(M;\mathbb {Z} )} homológia-csoport izomorf {\displaystyle \mathbb {Z} }-vel. Az izomorfia-feltétel és az orientáció létezése dióhéjban azt biztosítja be, hogy a lokális orientációk konzisztensek legyenek egymással, ami egy globális orientációt is eredményez.

## Példák
- Bármely megszámlálható diszkrét topologikus tér egy 0-dimenziós sokaság.
- A kör egy egydimenziós kompakt sokaság. Továbbá, minden nemüres parakompakt összefüggő sokaság homeomorf vagy a körhöz, vagy {\displaystyle \mathbb {R} }-hez.[8]
- A tórusz és a Klein-féle palack kétdimenziós kompakt sokaságok.
- A Möbius-szalag egy kétdimenziós nem irányítható sokaság.

## Fordítás
- Ez a szócikk részben vagy egészben  a   Manifold című angol Wikipédia-szócikk fordításán alapul.  Az eredeti cikk szerkesztőit annak laptörténete sorolja fel. Ez a jelzés csupán a megfogalmazás eredetét és a szerzői jogokat jelzi, nem szolgál a cikkben szereplő információk forrásmegjelöléseként.
- Ez a szócikk részben vagy egészben  a   Topological manifold című angol Wikipédia-szócikk fordításán alapul.  Az eredeti cikk szerkesztőit annak laptörténete sorolja fel. Ez a jelzés csupán a megfogalmazás eredetét és a szerzői jogokat jelzi, nem szolgál a cikkben szereplő információk forrásmegjelöléseként.
- Ez a szócikk részben vagy egészben  a   Mannigfaltigkeit című német Wikipédia-szócikk fordításán alapul.  Az eredeti cikk szerkesztőit annak laptörténete sorolja fel. Ez a jelzés csupán a megfogalmazás eredetét és a szerzői jogokat jelzi, nem szolgál a cikkben szereplő információk forrásmegjelöléseként.